# Campeonato Sul-Americano de Rugby de 1995
O Campeonato Sul-Americano de Rugby de 1995 foi a XIX edição deste torneio.

O torneio foi realizado em vários locais diferentes, Assunção, Posadas (Argentina), Montevideu e Santiago.
Participaram as equipas de Argentina, Chile, Paraguai e Uruguai. 

A Seleção Argentina  ganhou o título.

## Jogos
| 22 de Setembro de 1995 |         |       |          |
| Paraguai               | 32 - 17 | Chile | Assunção |
|                        |         |       | Assunção |

| 24 de Setembro de 1995 |         |         |          |
| Chile                  | 13 - 31 | Uruguai | Santiago |
|                        |         |         | Santiago |

| 24 de Setembro de 1995 |         |           |          |
| Paraguai               | 9 - 103 | Argentina | Assunção |
|                        |         |           | Assunção |

| 30 de Setembro de 1995 |        |           |          |
| Chile                  | 3 - 78 | Argentina | Santiago |
|                        |        |           | Santiago |

| 30 de Setembro de 1995 |         |          |            |
| Uruguai                | 48 - 12 | Paraguai | Montevideu |
|                        |         |          | Montevideu |

| 8 de Outubro de 1995 |        |         |                     |
| Argentina            | 52- 37 | Uruguai | Posadas (Argentina) |
|                      |        |         | Posadas (Argentina) |

### Classificação
| Seleção   | Vitórias | Empates | Derrotas | Pontos a favor | Pontos contra | Pontos +/- | Pontos |
| --------- | -------- | ------- | -------- | -------------- | ------------- | ---------- | ------ |
| Argentina | 3        | 0       | 0        | 233            | 49            | +184       | 6      |
| Uruguai   | 2        | 0       | 1        | 116            | 77            | +39        | 4      |
| Chile     | 1        | 0       | 2        | 40             | 123           | -83        | 2      |
| Paraguai  | 0        | 0       | 3        | 35             | 175           | -140       | 0      |

Pontuação: Vitória = 2, Empate = 1, Derrota = 0 

## Campeão
| Campeonato Sul-Americano de Rugby 1995 |
| -------------------------------------- |
| ARGENTINA Campeã (18º título)          |